# Polski Produkt Przyszłości
Polski Produkt Przyszłości – coroczny konkurs organizowany przez Polską Agencję Rozwoju Przedsiębiorczości pod honorowym patronatem Ministerstwa Rozwoju oraz Ministra Nauki i Szkolnictwa Wyższego. Od 2018 roku współorganizatorem konkursu jest Narodowe Centrum Badań i Rozwoju.
Konkurs ma na celu popularyzację innowacyjnych wyrobów i technologii, które mają potencjał do zaistnienia na globalnym rynku. Adresatami konkursu są instytucje szkolnictwa wyższego i nauki oraz przedsiębiorstwa prowadzące działalność na terytorium RP.
Warunkiem udziału w konkursie jest zgłoszenie innowacyjnego produktu, który:
- został doprowadzony co najmniej do etapu prac wdrożeniowych – wymagany jest co najmniej 6 poziom gotowości technologicznej Technology Readiness Level (TRL) – (produkt niewdrożony)

albo
- został wdrożony do produkcji maksymalnie 24 miesiące przed dniem złożenia wniosku konkursowego (produkt wdrożony).

Pierwsza edycja konkursu odbyła się w 1997 roku – jej organizatorem była powołana rok wcześniej Agencja Techniki i Technologii (ATT). Od 2002 roku konkurs jest prowadzony przez Polską Agencję Rozwoju Przedsiębiorczości. Początkowo konkurs miał promować wyłącznie polską myśl techniczną, jednak z chwilą przystąpienia Polski do Unii Europejskiej do udziału w tym przedsięwzięciu zostały dopuszczone także podmioty z innych krajów.
Do 2007 roku konkurs był prowadzony w dwóch kategoriach (dla projektów w fazie przedwdrożeniowej):
1. wyrób przyszłości,
2. technologia przyszłości.

Od 2008 roku - decyzją Kapituły, do konkursu dopuszczono rozwiązania wdrożone i Nagroda Polski Produkt Przyszłości była przyznawana w 4 kategoriach:
1. wyrób przyszłości w fazie przedwdrożeniowej,
2. technologia przyszłości w fazie przedwdrożeniowej,
3. wyrób przyszłości w fazie wdrożeniowej,
4. technologia przyszłości w fazie wdrożeniowej.

Od 2014 roku, również decyzją Kapituły, konkurs prowadzony jest w trzech kategoriach:
1. produkt przyszłości instytucji szkolnictwa wyższego i nauki (d. jednostki naukowej),
2. produkt przyszłości przedsiębiorcy,
3. wspólny produkt przyszłości instytucji szkolnictwa wyższego i nauki oraz przedsiębiorcy.

Projekty oceniane są pod kątem poziomu innowacyjności, zapotrzebowania na rynku, korzyści jakich produkt dostarcza odbiorcy oraz wpływu na środowisko. Przy wyborze najlepszych produktów istotne znaczenie mają również potencjał eksportowy, wpływ na rozwój branży, odpowiedź na problemy społeczne oraz kwestie dotyczące ochrony patentowej.
W każdej kategorii przyznawana jest jedna nagroda i oraz maksymalnie cztery wyróżnienia.
W latach 2017–2018 laureaci konkursu mogli ubiegać się o grant na rozwój, promocję i umiędzynarodowienie Polskich Produktów Przyszłości. Od 2019 r. zdobywcy nagrody Polski Produkt Przyszłości otrzymują nagrodę finansową w wysokości 100 tys. zł, statuetkę oraz dyplom. Zdobywcy wyróżnienia otrzymują nagrodę finansową w wysokości 25 tys. zł oraz dyplom. Wszystkim laureatom przysługuje prawo do posługiwania się znakiem i hasłem „Polski Produkt Przyszłości” oraz promocja produktu, m.in. w materiałach prasowych, filmowych oraz katalogu laureatów konkursu zamieszczanym na stronie internetowej konkursu oraz z formie drukowanej.
O przyznaniu nagród decyduje Kapituła konkursu.
Funkcję przewodniczącego Kapituły konkursu pełnili kolejno (prezesi ATT i PARP):
- 1997 – Tadeusz Soroka (prezes Agencji Techniki i Technologii);
- 1998–2000 – Zbigniew Wrzesiński (prezes ATT);
- 2001 – Karol Lityński (prezes ATT);
- 2002–2006 – Mirosław Marek (prezes PARP);
- 2007–2008 – Danuta Jabłońska (prezes PARP);
- 2009–2015 – Bożena Lublińska-Kasprzak (prezes PARP);
- 2016–2018 – Patrycja Klarecka (prezes PARP);
- 2018–2021 – Małgorzata Oleszczuk (prezes PARP);
- 2021–2022 – Mikołaj Różycki (prezes PARP);
- 2022–2023 – Dariusz Budrowski (prezes PARP).

## Laureaci
Dotychczasowi Laureaci Konkursu Polski Produkt Przyszłości

### I edycja Konkursu – 1997 rok
| Tytuł projektu                                                                 | Zgłaszający                                                                   | Nagroda/Wyróżnienie           |
| Kategoria „wyrób przyszłości”                                                  | Kategoria „wyrób przyszłości”                                                 | Kategoria „wyrób przyszłości” |
| ------------------------------------------------------------------------------ | ----------------------------------------------------------------------------- | ----------------------------- |
| Krzemowa fotodioda lawinowa o dużej powierzchni aktywnej                       | Instytut Technologii Elektronowej, Warszawa                                   | Nagroda                       |
| Cewniki balonikowe kardiochirurgiczne i naczyniowe                             | ASCOR Sp. z o.o. Medical Equipment, Warszawa                                  | Wyróżnienie                   |
| Mieszadła zanurzalne przeciwbieżne typu TT56                                   | Ośrodek Badawczo-Rozwojowy Motoreduktorów i Reduktorów „REDOR”, Bielsko-Biała | Wyróżnienie                   |
| Kategoria „technologia przyszłości”                                            |                                                                               |                               |
| Synteza antybiotyków antracyklinowych: epirubicyna, idarubicyna                | Instytut Farmaceutyczny, Warszawa                                             | Nagroda                       |
| Technologia biologicznego oczyszczania ścieków typu HYDROCENTRUM               | Przedsiębiorstwo Robót Inżynieryjnych „HYDROCENTRUM”, Warszawa                | Wyróżnienie                   |
| Technologia wybierania pokładów węgla przy zastosowaniu posadzki hydraulicznej | Tarnogórska Fabryka Maszyn i Urządzeń Górniczych TAGOR S.A., Tarnowskie Góry  | Wyróżnienie                   |

### II edycja Konkursu – 1998 rok
| Tytuł projektu                                                                              | Zgłaszający                                                                   | Nagroda/Wyróżnienie           |
| Kategoria „wyrób przyszłości”                                                               | Kategoria „wyrób przyszłości”                                                 | Kategoria „wyrób przyszłości” |
| ------------------------------------------------------------------------------------------- | ----------------------------------------------------------------------------- | ----------------------------- |
| Fluorescencyjna metoda i urządzenie do badania nietypowych zmian barwnych skóry u człowieka | Uniwersytet Mikołaja Kopernika, Toruń                                         | Nagroda                       |
| Elektroda do czasowej stymulacji serca                                                      | Zakład Tworzyw Sztucznych i Wyrobów dla Medycyny HAGMED S.C., Rawa Mazowiecka | Wyróżnienie                   |
| Mieszadła do wydzielonych komór fermentacyjnych WKF typu M5440 i M4026                      | Ośrodek Badawczo-Rozwojowy Motoreduktorów i Reduktorów „REDOR”, Bielsko-Biała | Wyróżnienie                   |
| Kategoria „technologia przyszłości”                                                         |                                                                               |                               |
| Linia technologiczna typu 3W45/2N do produkcji barierowych opakowań foliowych               | Instytut Przetwórstwa Tworzyw Sztucznych METALCHEM, Toruń                     | Nagroda                       |
| Wdrożenie technologii szybkiego prototypowania                                              | Instytut Mechaniki i Konstrukcji Politechniki Warszawskiej                    | Wyróżnienie                   |
| Membranowe filtry ceramiczne                                                                | Instytut Materiałów Ogniotrwałych, Gliwice                                    | Wyróżnienie                   |

### III edycja Konkursu – 1999 rok
| Tytuł projektu | Zgłaszający                                                               | Nagroda/Wyróżnienie           |
| Kategoria „wyrób przyszłości”                                                                                       | Kategoria „wyrób przyszłości”                                             | Kategoria „wyrób przyszłości” |
| --- | ------------------------------------------------------------------------- | ----------------------------- |
| Nowa generacja detektorów promieniowania średniej i dalekiej podczerwieni pracujących bez chłodzenia kriogenicznego | VIGO System Sp. z o.o., Warszawa                                          | Nagroda                       |
| MONAKO – scentralizowany system monitorowania i nadzoru okołoporodowego                                             | Instytut Techniki i Aparatury Medycznej ITAM, Zabrze                      | Wyróżnienie                   |
| Filtr aktywny FA-2000                                                                                               | MEDCOM Sp. z o.o., Warszawa                                               | Wyróżnienie                   |
| Kategoria „technologia przyszłości”                                                                                 |                                                                           |                               |
| Otrzymywanie super czystych pierwiastków: manganu i magnezu dla celów wysokiej technologii                          | Instytut Fizyki Polskiej Akademii Nauk, Warszawa                          | Nagroda                       |
| Cienka warstwa nawierzchni drogowej z elastomeroasfaltem, wykonana na gorąco                                        | Instytut Badawczy Dróg i Mostów, Warszawa                                 | Wyróżnienie                   |
| Sposób wytwarzania makaronu instant                                                                                 | Centralne Laboratorium Przemysłu Koncentratów Spożywczych KONCLAB, Poznań | Wyróżnienie                   |

### IV edycja Konkursu – 2000 rok
| Tytuł projektu | Zgłaszający                                                                    | Nagroda/Wyróżnienie           |
| Kategoria „wyrób przyszłości”                                                                                               | Kategoria „wyrób przyszłości”                                                  | Kategoria „wyrób przyszłości” |
| --- | ------------------------------------------------------------------------------ | ----------------------------- |
| Zestaw laserów medycznych i stomatologicznych najnowszej generacji                                                          | Centrum Techniki Laserowej – LASERINSTRUMENTS Sp. z o.o., Warszawa             | Nagroda                       |
| Komora niskotemperaturowa – typu KN-1 do krioterapii                                                                        | Usługi Komunalne Produkcyjno-Handlowe HAN-SPED Zakład Pracy Chronionej, Głogów | Wyróżnienie                   |
| Urządzenie do nieinwazyjnej terapii przy zaburzeniach układu żylno-limfatycznego kończyn dolnych                            | Instytut Biocybernetyki i Inżynierii Biomedycznej IBIB-PAN, Warszawa           | Wyróżnienie                   |
| Aparat do fizykoterapii polem magnetycznym VIOFOR JPS                                                                       | MED&LIFE Polska Sp. z o.o., Komorów                                            | Wyróżnienie                   |
| Kategoria „technologia przyszłości”                                                                                         |                                                                                |                               |
| Technologia rekombinowanej insuliny ludzkiej                                                                                | Instytut Biotechnologii i Antybiotyków, Warszawa                               | Nagroda                       |
| Reaktor BIOSET do biologicznego usuwania azotu i fosforu ze ścieków                                                         | Instalex-Bioox Sp. z o.o., Warszawa                                            | Wyróżnienie                   |
| Nowa technologia otrzymywania części dokładnych o wysokiej gęstości ze stopowych materiałów proszkowych w produkcji masowej | Instytut Obróbki Plastycznej, Poznań                                           | Wyróżnienie                   |
| Metale osadzone na lekkich podłożach – nowe materiały elektrodowe i katalizatory                                            | Uniwersytet Warszawski, Wydział Chemii                                         | Wyróżnienie                   |

### V edycja Konkursu – 2001 rok
| Tytuł projektu | Zgłaszający                                                     | Nagroda/Wyróżnienie           |
| Kategoria „wyrób przyszłości” | Kategoria „wyrób przyszłości”                                   | Kategoria „wyrób przyszłości” |
| --- | --------------------------------------------------------------- | ----------------------------- |
| Urządzenie laserowe do nanoszenia oznaczeń kodowych na szybko poruszające się obiekty                                                                                                   | SOLARIS LASER S.A., Warszawa                                    | Nagroda                       |
| Urządzenie oraz osprzęt do kriochirurgii, krioterapii miejscowej i całego ciała | CRYOFLEX-POLAND Sp. z o.o., Blizne Łaszczyńskiego               | Wyróżnienie                   |
| Kategoria „technologia przyszłości” |                                                                 |                               |
| Wprowadzenie na rynek nowego ultralekkiego samolotu klasy ULM przy równoczesnym wdrożeniu do produkcji tegoż samolotu nowych technologii kształtowania kompozytów szklanych i węglowych | Przedsiębiorstwo Produkcyjno-Handlowo-Usługowe EKOLOT, Korczyna | Nagroda                       |
| Wdrożenie technologii aluminiowania łopatek turbiny silnika odrzutowego | HARPOON Sp. z o.o., Czosnów                                     | Wyróżnienie                   |

### VI edycja Konkursu – 2002 rok
| Tytuł projektu | Zgłaszający                                                                               | Nagroda/Wyróżnienie           |
| Kategoria „wyrób przyszłości” | Kategoria „wyrób przyszłości”                                                             | Kategoria „wyrób przyszłości” |
| --- | ----------------------------------------------------------------------------------------- | ----------------------------- |
| Aparat do terapii polem magnetycznym oraz energią świetlną Viofor JPS System Clinic | Med & Life Polska Sp. z o.o., Komorów                                                     | Nagroda                       |
| Uniwersalny kombajn ścianowy dużej mocy KSW-750E | Centrum Mechanizacji Górnictwa KOMAG, Gliwice                                             | Wyróżnienie                   |
| Przenośne urządzenie do programowanego, kontrolnego rozładowywania i ładowania baterii akumulatorów 48/50V – przekształtnik TBA2-IŁ                                                                      | Instytut Łączności, Warszawa                                                              | Wyróżnienie                   |
| Kategoria „technologia przyszłości” |                                                                                           |                               |
| Cyfrowa platforma optymalizacji wytwarzania energii elektrycznej | Transition Technologies S.A., Warszawa                                                    | Nagroda                       |
| Technologia wytwarzania substancji farmaceutycznej tacalcitol stanowiącej składnik czynny leku przeciwłuszczycowego                                                                                      | Instytut Farmaceutyczny, Warszawa                                                         | Wyróżnienie                   |
| Aluminiowe tarcze i bębny hamulcowe kompozytowe | Instytut Odlewnictwa, Kraków oraz Instytut Transportu Samochodowego Odlewnie Polskie S.A. | Wyróżnienie                   |
| Technologia i linia do jednoetapowego wytłaczania rur z poliolefin, zwłaszcza z PP wysokonapełnianego składnikami mineralnymi w procesie uplastyczniania dwuślimakowego współbieżnego                    | Instytut Przetwórstwa Tworzyw Sztucznych METALCHEM, Toruń                                 | Wyróżnienie                   |
| Wysokoefektywna technologia produkcji włókna konopnego, lnianego oraz lnu oleistego, jako alternatywnego surowca do ekologicznego wytwarzania masy celulozowo-papierniczej oraz materiałów kompozytowych | Instytut Włókien Naturalnych, Poznań                                                      | Wyróżnienie                   |

### VII edycja Konkursu – 2003 rok
| Tytuł projektu | Zgłaszający                                                                                           | Nagroda/Wyróżnienie           |
| Kategoria „wyrób przyszłości” | Kategoria „wyrób przyszłości”                                                                         | Kategoria „wyrób przyszłości” |
| --- | --- | ----------------------------- |
| Antyterrorystyczny robot neutralizująco-wspomagający SMR-100 Expert                                                                     | Przemysłowy Instytut Automatyki i Pomiarów PIAP, Warszawa                                             | Nagroda                       |
| Kamera termograficzna V-20 | VIGO System S.A., Warszawa                                                                            | Wyróżnienie                   |
| Modyfikowana mieszanka mineralno-asfaltowa GUFI do wykonywania warstw nawierzchni o właściwościach przeciwspękaniowych i wygłuszających | Instytut Badawczy Dróg i Mostów, Warszawa                                                             | Wyróżnienie                   |
| Kategoria „technologia przyszłości” | |                               |
| MARWIL® – REFBET® – Technologia nakładania powłok ochronnych na powierzchnie betonowe i żelbetowe                                       | MARBET-WIL Sp. z o.o., Bielsko-Biała                                                                  | Nagroda                       |
| Technologia wytwarzania tworzyw konstrukcyjnych z butelek PET w procesie wytłaczania reaktywnego                                        | Instytut Chemii Przemysłowej im. Prof. I. Mościckiego, Warszawa oraz King-Plast Sp. z o.o., Poniatowa | Wyróżnienie                   |
| Technologia pulsacyjnego płukania rurociągów olejowych                                                                                  | Hydromega Sp. z o.o., Gdynia                                                                          | Wyróżnienie                   |
| Instalacja do przerobu odpadowych tworzyw sztucznych                                                                                    | Piotr Banaszuk – Choroszcz, Izabella Bogacka – Warszawa, Stanisław Lewandowski, Warszawa              | Wyróżnienie                   |

### VIII edycja Konkursu – 2004 rok
| Tytuł projektu | Zgłaszający                                                             | Nagroda/Wyróżnienie           |
| Kategoria „wyrób przyszłości”                                                                                      | Kategoria „wyrób przyszłości”                                           | Kategoria „wyrób przyszłości” |
| --- | ----------------------------------------------------------------------- | ----------------------------- |
| Biwalentna szczepionka dla drobiu anty-Salmonella/Campylobacter                                                    | Uniwersytet Warszawski, Wydział Biologii                                | Nagroda                       |
| Kotamina plus – wielofunkcyjny preparat korekcyjny do obiegów wodno- parowych bloków energetycznych                | Instytut Ciężkiej Syntezy Organicznej „BLACHOWNIA”, Kędzierzyn-Koźle    | Wyróżnienie                   |
| Odpylacz labiryntowy LDCU – 630                                                                                    | Instytut Techniki Górniczej KOMAG, Gliwice                              | Wyróżnienie                   |
| Kategoria „technologia przyszłości”                                                                                |                                                                         |                               |
| Ekologiczna technologia produkcji herbicydu 2,4-D                                                                  | Instytut Przemysłu Organicznego Warszawa, Rokita-Agro S.A., Brzeg Dolny | Nagroda                       |
| Wytwarzanie drogowych słupków prowadzących wykonanych z tworzyw polimerowych metodą wytłaczania z rozdmuchiwaniem” | Instytut Inżynierii Materiałów Polimerowych i Barwników – Toruń         | Wyróżnienie                   |

### IX edycja Konkursu – 2005 rok
| Tytuł projektu | Zgłaszający                                                      | Nagroda/Wyróżnienie           |
| Kategoria „wyrób przyszłości” | Kategoria „wyrób przyszłości”                                    | Kategoria „wyrób przyszłości” |
| --- | ---------------------------------------------------------------- | ----------------------------- |
| Zespół ciągnikowy SKZ – 81 z podwójnym systemem napędowym | Instytut Techniki Górniczej KOMAG, Gliwice                       | Nagroda                       |
| Zintegrowany system pomiaru obiektów trójwymiarowych ScanBrightTM | Smarttech Sp. z o.o., Łomianki k/Warszawy                        | Wyróżnienie                   |
| Aplikatory oftalmiczne z monolitycznym rdzeniem aktywnym do brachyterapii nowotworów gałki ocznej                                                                              | Ośrodek Badawczo-Rozwojowy Izotopów POLATOM, Otwock/Świerk       | Wyróżnienie                   |
| Kategoria „technologia przyszłości” |                                                                  |                               |
| Nowa technologia wytwarzania calcipotriolu – aktywnej substancji farmaceutycznej leku przeciw łuszczycy                                                                        | Instytut Farmaceutyczny – Warszawa                               | Nagroda                       |
| Kompleksowe zagospodarowanie stałych odpadów garbarskich, w tym odpadów chromowych, w połączeniu z przerobem osadów ściekowych, w tym osadów zawierających związki chromu(III) | Chemtech-Prosyntech Inżynieria i Technologia Chemiczna – Sławków | Wyróżnienie                   |

### X edycja Konkursu – 2006 rok
| Tytuł projektu                                                           | Zgłaszający                                                                                     | Nagroda/Wyróżnienie           |
| Kategoria „wyrób przyszłości”                                            | Kategoria „wyrób przyszłości”                                                                   | Kategoria „wyrób przyszłości” |
| ------------------------------------------------------------------------ | ----------------------------------------------------------------------------------------------- | ----------------------------- |
| Audiometr przesiewowy – KUBA MIKRO AS                                    | Instytut Fizjologii i Patologii Słuchu, Warszawa; Instytut Technik Innowacyjnych EMAG, Katowice | Nagroda                       |
| System pomiarowy do kontroli jakości połączeń zgrzewanych                | Instytut Spawalnictwa, Gliwice                                                                  | Wyróżnienie                   |
| Typoszereg przemienników częstotliwości MFC-710 o mocy do 315 kW         | Zakład Energoelektroniki TWERD, Toruń                                                           | Wyróżnienie                   |
| Kategoria „technologia przyszłości”                                      |                                                                                                 |                               |
| System kontroli procesu spalania pyłu węglowego w kotłach energetycznych | Zakład Aparatury Pomiarowej KWANT Sp. z o.o., Kraków                                            | Nagroda                       |
| Reaktorowa instalacja neutronowego domieszkowania monokryształów krzemu  | Instytut Energii Atomowej, Otwock/Świerk                                                        | Wyróżnienie                   |

### XI edycja Konkursu – 2007 rok
| Tytuł projektu                                                                                      | Zgłaszający                                            | Nagroda/Wyróżnienie           |
| Kategoria „wyrób przyszłości”                                                                       | Kategoria „wyrób przyszłości”                          | Kategoria „wyrób przyszłości” |
| --------------------------------------------------------------------------------------------------- | ------------------------------------------------------ | ----------------------------- |
| Zestaw aparaturowy do badań właściwości ciekłych metali i stopów w wysokiej temperaturze            | Instytut Odlewnictwa, Kraków                           | Nagroda                       |
| Mikrobolometryczna kamera termograficzna VIGOcam v50                                                | VIGO System S.A., Warszawa                             | Wyróżnienie                   |
| Osobisty zestaw kuloodporny                                                                         | Instytut Technologii Bezpieczeństwa „MORATEX”, Łódź    | Wyróżnienie                   |
| Kategoria „technologia przyszłości”                                                                 |                                                        |                               |
| PCP – technologia personalizacji kart poliwęglanowych”                                              | Polska Wytwórnia Papierów Wartościowych S.A., Warszawa | Nagroda                       |
| Technologia oczyszczania surowego siarczanu niklu”                                                  | Instytut Metali Nieżelaznych, Gliwice                  | Wyróżnienie                   |
| Technologia wytwarzania kompozytów polimerowych z odpadów poliwęglanu, zwłaszcza płyt kompaktowych” | Instytut Chemii Przemysłowej, Warszawa                 | Wyróżnienie                   |

### XII edycja Konkursu – 2008 rok
| Tytuł projektu                                                                               | Zgłaszający                                                                                        | Nagroda/Wyróżnienie                                     |
| Kategoria „wyrób przyszłości w fazie przedwdrożeniowej”                                      | Kategoria „wyrób przyszłości w fazie przedwdrożeniowej”                                            | Kategoria „wyrób przyszłości w fazie przedwdrożeniowej” |
| -------------------------------------------------------------------------------------------- | -------------------------------------------------------------------------------------------------- | ------------------------------------------------------- |
| Zespół łopatek dyszowych turbiny niskiego ciśnienia silnika GENX-2B”,                        | Avio Polska Sp. z o.o., Bielsko-Biała                                                              | Nagroda                                                 |
| Granulowane nawozy mineralno-organiczne na bazie węgla brunatnego                            | Inco – Veritas S.A., Warszawa                                                                      | Wyróżnienie                                             |
| 99mTc – Tektrotyd – farmaceutyczny zestaw peptydowy do izotopowej diagnostyki onkologicznej” | Instytut Energii Atomowej Ośrodek Radioizotopów POLATOM, Otwock-Świerk                             | Wyróżnienie                                             |
| Kategoria „wyrób przyszłości w fazie wdrożeniowej”                                           | |                                                         |
| Laboratoryjno-technologiczny analizator jakości węgla GAMMA NATURA                           | Instytut Technik Innowacyjnych EMAG, Katowice                                                      | Nagroda                                                 |
| System rehabilitacji kardiologicznej peleton PLUS                                            | Instytut Techniki i Aparatury Medycznej ITAM, Zabrze                                               | Wyróżnienie                                             |
| Kategoria „technologia przyszłości w fazie przedwdrożeniowej”                                | |                                                         |
| Linia technologiczna do odzysku surowców z opakowań wielowarstwowych                         | Kamitec Sp. z o.o.. z Warszawy                                                                     | Nagroda                                                 |
| Technologia produkcji stopów krzemu z odzyskiem energii                                      | European Silicon Sp. z o.o. z Katowic                                                              | Wyróżnienie                                             |
| Kategoria „technologia przyszłości w fazie wdrożeniowej”                                     | |                                                         |
| Optymalizator immunologiczny SILO                                                            | Transition Technologies S.A., Warszawa                                                             | Nagroda                                                 |
| Technologia wytwarzania aktywnej substancji latanoprost i leku stosowanego w terapii jaskry  | Instytut Farmaceutyczny, Warszawa                                                                  | Wyróżnienie                                             |
| Technologia wytwarzania mikrofiltracyjnych membran z polipropylenu                           | Wydział Inżynierii Chemicznej i Procesowej Politechniki Warszawskiej; Polymem Sp. z o.o., Warszawa | Wyróżnienie                                             |
| Zmodyfikowany katalityczny proces wodorowy regeneracji olejów odpadowych                     | Instytut Nafty i Gazu, Kraków                                                                      | Wyróżnienie                                             |

### XIII edycja Konkursu – 2009/2010 rok
| Tytuł projektu                                                         | Zgłaszający                                                                                          | Nagroda/Wyróżnienie                                     |
| Kategoria „wyrób przyszłości w fazie przedwdrożeniowej”                | Kategoria „wyrób przyszłości w fazie przedwdrożeniowej”                                              | Kategoria „wyrób przyszłości w fazie przedwdrożeniowej” |
| ---------------------------------------------------------------------- | --- | ------------------------------------------------------- |
| Granulowany nawozowy siarczan magnezu MagPlon® MgS                     | Zakłady Chemiczne „Alwernia” S.A., Alwernia                                                          | Nagroda                                                 |
| Stałe paliwo odnawialne marki FLUID                                    | Fluid Kooperacja Sp. z o.o., Sędziszów                                                               | Wyróżnienie                                             |
| Elementy konstrukcyjne ECOinterWOOD z kompozytów drewno – polimer      | Przedsiębiorstwo Produkcyjno-Usługowe INTERMET Sp. z o.o., Człuchów                                  | Wyróżnienie                                             |
| Kombajn ścianowy typu KSW – 1500EU z elektrycznym napędem posuwu       | Zabrzańskie Zakłady Mechaniczne S.A., Zabrze                                                         | Wyróżnienie                                             |
| Kategoria „wyrób przyszłości w fazie wdrożeniowej”                     | |                                                         |
| Sterowniki energetyczne z analizatorem jakości energii                 | Instytut Tele- i Radiotechniczny, Warszawa                                                           | Nagroda                                                 |
| Pneumatyczna przepompownia ścieków EPP                                 | Przedsiębiorstwo Inżynierii Środowiska EkoWodrol Sp. z o.o., Koszalin                                | Wyróżnienie                                             |
| Kategoria „technologia przyszłości w fazie przedwdrożeniowej”          | |                                                         |
| Terapia przeciwnowotworowa oparta na modyfikowanym szczepie Salmonella | Centrum Innowacji, Transferu Technologii i Rozwoju Uniwersytetu, Uniwersytet Jagielloński w Krakowie | Nagroda                                                 |
| Technologia wytwarzania bioglikolu propylenowego z gliceryny odpadowej | Instytut Ciężkiej Syntezy Organicznej „BLACHOWNIA”, Kędzierzyn-Koźle                                 | Wyróżnienie                                             |
| Kategoria „technologia przyszłości w fazie wdrożeniowej”               | |                                                         |
| Technologia wytwarzania substancji aktywnej imatinib                   | Instytut Farmaceutyczny, Warszawa                                                                    | Nagroda                                                 |
| Zrobotyzowane ukosowanie blach z wykorzystaniem cięcia plazmowego      | Przemysłowy Instytut Automatyki i Pomiarów – PIAP, Warszawa                                          | Wyróżnienie                                             |

### XIV edycja Konkursu – 2011 rok
| Tytuł projektu | Zgłaszający                                                          | Nagroda/Wyróżnienie                                     |
| Kategoria „wyrób przyszłości w fazie przedwdrożeniowej”                                                                   | Kategoria „wyrób przyszłości w fazie przedwdrożeniowej”              | Kategoria „wyrób przyszłości w fazie przedwdrożeniowej” |
| --- | -------------------------------------------------------------------- | ------------------------------------------------------- |
| Urządzenie do stymulacyjnego wspomagania hemodynamiki w trakcie zabiegu operacyjnego CardiAccel ANP-701                   | Instytut Techniki Aparatury Medycznej ITAM, Zabrze                   | Nagroda                                                 |
| Krzemowe detektory cząstek alfa                                                                                           | Instytut Technologii Elektronowej, Warszawa                          | Wyróżnienie                                             |
| DNAPointer®System – Precyzyjne Genotypowanie                                                                              | Krzysztof Kucharczyk Techniki Elektroforetyczne Sp. z o.o., Warszawa | Wyróżnienie                                             |
| Zasobnik podstacyjny 2Mj; 0,15 MW                                                                                         | Instytut Elektrotechniki, Warszawa                                   | Wyróżnienie                                             |
| Kategoria „wyrób przyszłości w fazie wdrożeniowej”                                                                        |                                                                      |                                                         |
| Małoinwazyjny system implantów ortopedycznych do zespoleń układu kostnego człowieka                                       | ChM Sp. z o.o., Juchnowiec Kościelny                                 | Nagroda                                                 |
| Samochód specjalny – Żuraw samochodowy TRAM typu 190                                                                      | Przemysłowy Instytut Maszyn Budowlanych Sp. z o.o., Kobyłka          | Wyróżnienie                                             |
| Kategoria „technologia przyszłości w fazie przedwdrożeniowej”                                                             |                                                                      |                                                         |
| Innowacyjna technologia wytwarzania autoklawizowanego betonu komórkowego z zastosowaniem popiołów lotnych nowej generacji | Instytut Ceramiki i Materiałów Budowlanych, Warszawa                 | Nagroda                                                 |
| Nieinwazyjny pomiar glikemii człowieka za pomocą technik mikrofalowych                                                    | Przemysłowy Instytut Telekomunikacji S.A., Warszawa                  | Wyróżnienie                                             |
| Odsiarczanie pasty akumulatorowej metodą aminową                                                                          | Instytut Metali Nieżelaznych, Gliwice; Orzeł Biały S.A., Bytom       | Wyróżnienie                                             |

### XV edycja Konkursu – 2012 rok
| Tytuł projektu                                                                                                   | Zgłaszający | Nagroda/Wyróżnienie                                     |
| Kategoria „wyrób przyszłości w fazie przedwdrożeniowej”                                                          | Kategoria „wyrób przyszłości w fazie przedwdrożeniowej”                                                                      | Kategoria „wyrób przyszłości w fazie przedwdrożeniowej” |
| --- | --- | ------------------------------------------------------- |
| Kwantowe lasery kaskadowe                                                                                        | Instytut Technologii Elektronowej, Warszawa                                                                                  | Nagroda                                                 |
| „Breastlife Tester” – Termograficzny tester do wczesnego wykrywania patologii piersi u kobiet, w tym raka piersi | Braster S.A., Warszawa | Wyróżnienie                                             |
| Innowacyjne katalizatory metatezy olefin do zastosowań w przemyśle chemicznym i farmaceutycznym                  | Apeiron Synthesis Sp. z o.o., Wrocław                                                                                        | Wyróżnienie                                             |
| Jednoosiowy egzoszkielet ramienia sterowany elektromiogramem                                                     | Michał Mikulski, Gliwice | Wyróżnienie                                             |
| Lenplast – opatrunek z lnu nowej generacji                                                                       | Fundacja Linum, Wrocław | Wyróżnienie                                             |
| Moduł PV z ogniw krzemowych z opcją połączenia do kolektora                                                      | Solar-Energy S.A., Warszawa                                                                                                  | Wyróżnienie                                             |
| Sprzętowy interfejs wizyjno-akustycznego systemu wspomagającego niewidomego w samodzielnym poruszaniu się        | Politechnika Łódzka; GreenPoint LTD, Łódź                                                                                    | Wyróżnienie                                             |
| Kategoria „wyrób przyszłości w fazie wdrożeniowej”                                                               | |                                                         |
| Kombajn do zbioru i czyszczenia warzyw z wymiennymi adapterami roboczymi                                         | Przedsiębiorstwo Produkcyjno-Handlowo-Usługowe AKPIL Kazimierz Anioł, Pilzno; Przemysłowy Instytut Maszyn Rolniczych, Poznań | Nagroda                                                 |
| Nowa rodzina zasilaczy magnetronowych o budowie modułowej, chłodzonych wodą do zastosowań solarnych              | Huettinger Electronic Sp. z o.o., Zielonka                                                                                   | Wyróżnienie                                             |
| Kategoria „technologia przyszłości w fazie przedwdrożeniowej”                                                    | |                                                         |
| Nowa generacja technologii epichlorohydryny z biogliceryny                                                       | Instytut Ciężkiej Syntezy Organicznej „BLACHOWNIA”, Kędzierzyn-Koźle; Zakłady Chemiczne Zachem S.A., Bydgoszcz               | Nagroda                                                 |
| Technologia hybrydowa wytwarzania warstw kompozytowych w niskotemperaturowej plazmie                             | Politechnika Warszawska; Instytut Mechaniki Precyzyjnej, Warszawa                                                            | Wyróżnienie                                             |
| Kategoria „technologia przyszłości w fazie wdrożeniowej”                                                         | |                                                         |
| Technologia wytwarzania aktywnej substancji ALFACALCIDOL                                                         | Instytut Farmaceutyczny, Warszawa                                                                                            | Nagroda                                                 |

### XVI edycja Konkursu – 2013 rok
| Tytuł projektu                                                                                        | Zgłaszający                                                                       | Nagroda/Wyróżnienie                                     |
| Kategoria „wyrób przyszłości w fazie przedwdrożeniowej”                                               | Kategoria „wyrób przyszłości w fazie przedwdrożeniowej”                           | Kategoria „wyrób przyszłości w fazie przedwdrożeniowej” |
| --- | --------------------------------------------------------------------------------- | ------------------------------------------------------- |
| Wysokoenergetyczny kwasowy akumulator węglowo-ołowiowy                                                | Instytut Chemii Przemysłowej, Warszawa; Wydział Chemii Uniwersytetu Warszawskiego | Nagroda                                                 |
| Modułowy multiplatformowy system przechowywania pojazdów samochodowych w miastach                     | Hydromega Sp. z o.o., Gdynia; Przemysłowy Instytut Maszyn Rolniczych, Poznań      | Wyróżnienie                                             |
| Automatyczny Biodetektor Toksyczności Ogólnej Wody – ABTOW                                            | Uniwersytet Śląski, Katowice. Abtow Biotechnologiczny Sp. z o.o., Katowice        | Wyróżnienie                                             |
| Urządzenie do rehabilitacji kończyny górnej – PICTOR                                                  | Terma Sp. z o.o., Gdańsk                                                          | Wyróżnienie                                             |
| Kategoria „wyrób przyszłości w fazie wdrożeniowej”                                                    |                                                                                   |                                                         |
| PIAP GRYF® mały robot do rozpoznania                                                                  | Przemysłowy Instytut Automatyki i Pomiarów PIAP, Warszawa                         | Nagroda                                                 |
| Linia toroidalnych zbiorników Hit do samochodowych instalacji LPG                                     | ELPIGAZ Sp. z o.o., Gdańsk                                                        | Wyróżnienie                                             |
| Kategoria „technologia przyszłości w fazie przedwdrożeniowej”                                         |                                                                                   |                                                         |
| Yarrowia technology – przemysłowy proces namnażania drożdży                                           | SKOTAN S.A., Katowice                                                             | Nagroda                                                 |
| Kategoria „technologia przyszłości w fazie wdrożeniowej”                                              |                                                                                   |                                                         |
| Technologia wytwarzania foteli i miejsc siedzących dla pojazdów komunikacji zbiorowej ULTRALIGHT SEAT | STER Sp. z o.o., Poznań                                                           | Nagroda                                                 |

### XVII edycja Konkursu – 2014 rok
| Tytuł projektu                                                                              | Zgłaszający | Nagroda/Wyróżnienie                                |
| Kategoria „produkt przyszłości jednostki naukowej”                                          | Kategoria „produkt przyszłości jednostki naukowej”                                                                                  | Kategoria „produkt przyszłości jednostki naukowej” |
| ------------------------------------------------------------------------------------------- | --- | -------------------------------------------------- |
| ItraPol i LutaPol, prekursory radiofarmaceutyków do zastosowań w radioterapii onkologicznej | Narodowe Centrum Badań Jądrowych Ośrodek Radioizotopów POLATOM, Otwock                                                              | Nagroda                                            |
| Rozdzielnica średniego napięcia typu PREM-GO                                                | Instytut Technik Innowacyjnych EMAG, Katowice                                                                                       | Wyróżnienie                                        |
| System kryptograficzny                                                                      | Wydział Matematyki, Informatyki i Ekonometrii Uniwersytetu Zielonogórskiego                                                         | Wyróżnienie                                        |
| Ceramiczne podkładki segmentowe do spawania w osłonie gzowej stali i stopów specjalnych     | Instytut Ceramiki i Materiałów Budowlanych Oddział Materiałów Ogniotrwałych w Gliwicach                                             | Wyróżnienie                                        |
| Kategoria „produkt przyszłości przedsiębiorcy”                                              | |                                                    |
| Stymulator polimodalnej percepcji sensorycznej                                              | Centrum Słuchu i Mowy Sp. z o.o., Kajetany                                                                                          | Nagroda                                            |
| Pianosilikaty                                                                               | Ipanterm Sp. z o.o., Wrocław | Wyróżnienie                                        |
| System rejestracji dźwięku przestrzennego AudioSense 3D                                     | Zylia Sp. z o.o., Poznań | Wyróżnienie                                        |
| Technologia wysokoefektywnego odzysku ciepła w systemach wentylacyjnych                     | INWENT Piotr Żółkowski, Lublin | Wyróżnienie                                        |
| Kategoria „produkt przyszłości konsorcjum: jednostka naukowa-przedsiębiorca”                | |                                                    |
| Plastyfikator tworzyw sztucznych                                                            | Grupa Azoty Zakłady Azotowe Kędzierzyn S.A., Kędzierzyn-Koźle; Instytut Ciężkiej Syntezy Organicznej „Blachownia”, Kędzierzyn-Koźle | Nagroda                                            |
| Ciągnik Akumulatorowy GAD-1                                                                 | Instytut Techniki Górniczej KOMAG, Gliwice; NAFRA Polska Sp. z o.o., Rybnik                                                         | Wyróżnienie                                        |
| Technologia azotowania w niskotemperaturowej plazmie narzędzi ze stali szybkotnących        | Instytut Mechaniki Precyzyjnej, Warszawa; TIZ Implements Sp. z o.o., Warszawa                                                       | Wyróżnienie                                        |

### XVIII edycja Konkursu – 2015 rok
| Tytuł projektu                                                                                               | Zgłaszający | Nagroda/Wyróżnienie                                |
| Kategoria „produkt przyszłości jednostki naukowej”                                                           | Kategoria „produkt przyszłości jednostki naukowej” | Kategoria „produkt przyszłości jednostki naukowej” |
| --- | --- | -------------------------------------------------- |
| Wielomodułowa maszyna nowej generacji do ochrony obszarów wodno-błotnych                                     | Przemysłowy Instytut Maszyn Rolniczych (PIMR), Poznań                                                                                                 | Nagroda                                            |
| Modułowy wyrób tekstroniczny                                                                                 | Wydział Automatyki, Elektroniki i Informatyki Politechniki Śląskiej, Gliwice, Instytut Włókiennictwa, Łódź                                            | Wyróżnienie                                        |
| Kategoria „produkt przyszłości przedsiębiorcy”                                                               | |                                                    |
| C-Eye – Rehabilitacja mózgu poprzez kanał wzrokowy                                                           | AssisTech Sp. z o.o., Gdańsk | Nagroda                                            |
| Urządzenie rekreacyjno-rehabilitacyjne TORQWAY                                                               | TORQWAY Sp. z o.o., Toruń | Wyróżnienie                                        |
| Samochód ratowniczo-gaśniczy wyposażony w ramię gaśnicze typu HRET                                           | Wawrzaszek Inżynieria Samochodów Specjalnych Sp. z o.o. Sp. k., Bielsko-Biała                                                                         | Wyróżnienie                                        |
| System zwiększający bezpieczeństwo dzieci przewożonych w pojazdach                                           | IDAP TECHNOLOGY Sp. z o.o., Warszawa | Wyróżnienie                                        |
| Kategoria „produkt przyszłości konsorcjum: jednostka naukowa-przedsiębiorca”                                 | |                                                    |
| Kombajn ścianowy typu KSW-800NE                                                                              | Instytut Techniki Górniczej KOMAG, Gliwice; KOPEX Machinery S.A., Zabrze                                                                              | Nagroda                                            |
| System dwukierunkowego przekształtnika AC-DC-AC dla przepompowni wysokociśnieniowych                         | Instytut Sterowania i Elektroniki Przemysłowej Wydziału Elektrycznego Politechniki Warszawskiej; Zakład Energoelektroniki „TWERD” Michał Twerd, Toruń | Wyróżnienie                                        |
| Ekologiczna metoda regeneracji roztworów chlorku miedzi stosowanych w procesie trawienia obwodów drukowanych | Instytut Metali Nieżelaznych, Gliwice; „MATUSEWICZ” Budowa Maszyn S.J., Gryfów Śląski                                                                 | Wyróżnienie                                        |
| Żywice fenolowo-formaldehydowe do laminatów                                                                  | Instytut Ciężkiej Syntezy Organicznej „Blachownia”, Kędzierzyn-Koźle; LERG S.A., Pustków                                                              | Wyróżnienie                                        |

### XIX edycja Konkursu – 2016 rok
| Tytuł projektu                                                                         | Zgłaszający | Nagroda/Wyróżnienie                                |
| Kategoria „produkt przyszłości jednostki naukowej”                                     | Kategoria „produkt przyszłości jednostki naukowej” | Kategoria „produkt przyszłości jednostki naukowej” |
| -------------------------------------------------------------------------------------- | --- | -------------------------------------------------- |
| Urządzenie wielozadaniowe do regeneracyjnego kształtowania otwartych cieków wodnych    | Przemysłowy Instytut Maszyn Rolniczych (PIMR), Poznań | Nagroda                                            |
| Wentylator promieniowy z nowym układem napędowym                                       | Wydział Inżynierii Środowiska, Geomatyki i Energetyki Politechniki Świętokrzyskiej, Kielce | Wyróżnienie                                        |
| Mikrosondy włókniste do elektroporacji narządów wewnętrznych oraz pojedynczych komórek | Instytut Technologii Materiałów Elektronicznych, Warszawa | Wyróżnienie                                        |
| Produkty high-tech dla budownictwa                                                     | Instytut Chemii Przemysłowej im. Prof. Ignacego Mościckiego, Warszawa | Wyróżnienie                                        |
| Kategoria „produkt przyszłości przedsiębiorcy”                                         | |                                                    |
| D32PRO – pierwszy polski komercyjny procesor 32-bitowy                                 | Digital Core Design Sp. z o.o. Sp. k., Bytom | Nagroda                                            |
| Typoszereg elektrycznych wózków ciągnikowych                                           | BARTESKO Bartłomiej Skowroński, Koźmin Wielkopolski | Wyróżnienie                                        |
| Technologia LSA do przetwarzania popiołów i innych surowców odpadowych                 | LSA Sp. z o.o., Białystok | Wyróżnienie                                        |
| Wiertarka ATUT                                                                         | K&K Katarzyna Brzezińska, Tomaszów Mazowiecki | Wyróżnienie                                        |
| IPT MULTICORE – światłowód 7-rdzeniowy dla sieci telekomunikacyjnych                   | InPhoTech Sp. z o.o., Warszawa | Wyróżnienie                                        |
| Kategoria „produkt przyszłości konsorcjum: jednostka naukowa – przedsiębiorca”         | |                                                    |
| Most drogowy z kompozytów FRP                                                          | 1. MOSTOSTAL WARSZAWA S.A., Warszawa 2. Promost Consulting T. Siwowski Spółka Jawna, Rzeszów 3. Politechnika Rzeszowska im. Ignacego Łukasiewicza, Wydział Budownictwa, Inżynierii Środowiska i Architektury 4. Politechnika Warszawska Uczelniane Centrum Badawcze | Nagroda                                            |
| Zrobotyzowane stanowisko spawania hybrydowego Plazma-MIG/MAG                           | 1. Przemysłowy Instytut Automatyki i Pomiarów PIAP, Warszawa 2. SUPRA ELCO JACEK SZULC, Warszawa | Wyróżnienie                                        |
| Estry specjalistyczne na bazie alkoholi OXO                                            | 1. Instytut Ciężkiej Syntezy Organicznej „BLACHOWNIA”, Kędzierzyn-Koźle 2. Grupa Azoty Zakłady Azotowe Kędzierzyn S.A., Kędzierzyn-Koźle | Wyróżnienie                                        |
| Inteligentne ochraniacze piłkarskie                                                    | 1. Wydział Chemiczny Politechnika Warszawska 2. Wydział Inżynierii Materiałowej Politechnika Warszawska 3. POLSPORT S.A., Bielsko-Biała | Wyróżnienie                                        |
| Antybakteryjne powierzchnie dotykowe                                                   | 1. Ster Serwis Sebastian Szymański, Napachanie 2. Maciej Szymański Ośrodek Badawczo-Rozwojowy STER, Poznań 3. AB+ Sp. z o.o., Poznań | Wyróżnienie                                        |

### XX edycja Konkursu – 2017 rok
| Tytuł projektu | Zgłaszający                                                                                             | Nagroda/Wyróżnienie                                |
| Kategoria „produkt przyszłości jednostki naukowej” | Kategoria „produkt przyszłości jednostki naukowej”                                                      | Kategoria „produkt przyszłości jednostki naukowej” |
| --- | --- | -------------------------------------------------- |
| IntraLine-IOERT | Narodowe Centrum Badań Jądrowych                                                                        | Nagroda                                            |
| Bezzałogowy statek powietrzny pionowego startu i lądowania ATRAX | Instytut Techniczny Wojsk Lotniczych                                                                    | Wyróżnienie                                        |
| Maszyna zagregowana z ciągnikiem rolniczym do zbierania i zwijania materiału drzewnego pozostałego po ścince gałęzi, odrostów drzew i krzewów, jako biomasy na cele energetyczne | Przemysłowy Instytut Maszyn Rolniczych                                                                  | Wyróżnienie                                        |
| Hydrogenerator do mikroelektrowni wodnej | Wydział Inżynierii Środowiska, Geomatyki i Energetyki Politechniki Świętokrzyskiej                      | Wyróżnienie                                        |
| Kategoria „produkt przyszłości wspólny jednostki naukowej i przedsiębiorcy” | |                                                    |
| Technologia zagospodarowania popiołów lotnych łącznie z odpadami komunalnymi i przemysłowymi w produkcji kruszyw lekkich dla budownictwa                                         | Instytut Mechanizacji Budownictwa i Górnictwa Skalnego, NTI Sp. z o.o. Nowoczesne Techniki Instalacyjne | Nagroda                                            |
| Kategoria „produkt przyszłości przedsiębiorcy” | |                                                    |
| Triggo – polska globalna innowacja w miejskiej elektromobilności | Triggo S.A.                                                                                             | Nagroda                                            |
| Teemothy – symulator echokardiografii przezprzełykowej do trenowania lekarzy specjalistów                                                                                        | Medical Simulation Technologies Sp. z o.o.                                                              | Wyróżnienie                                        |
| Wysokooczyszczony żelujący 1-3,1-4 beta-glukan pochodzący z owsa, otrzymany w procesie biorafinacji umożliwiającej pozyskanie produktów o wysokiej wartości dodanej              | Beta Bio Technology Sp. z o.o.                                                                          | Wyróżnienie                                        |
| Instalacja gazowa STAG 500 DIS do pojazdów z bezpośrednim wtryskiem paliwa | AC S.A.                                                                                                 | Wyróżnienie                                        |
| Urządzenie i metoda badania próchnicy wtórnej przy zastosowaniu technologii NLDS – nieliniowej spektroskopii dielektrycznej                                                      | Numed Sp. z o.o.                                                                                        | Wyróżnienie                                        |

### XXI edycja Konkursu – 2018 rok
| Tytuł projektu | Zgłaszający | Nagroda/Wyróżnienie                                |
| Kategoria „produkt przyszłości jednostki naukowej” | Kategoria „produkt przyszłości jednostki naukowej” | Kategoria „produkt przyszłości jednostki naukowej” |
| --- | --- | -------------------------------------------------- |
| Szereg bezszczotkowych silników z magnesami trwałymi i optycznymi czujnikami położenia wirnika                                                        | Wydział Inżynierii Środowiska, Geomatyki i Energetyki Politechniki Świętokrzyskiej | Wyróżnienie                                        |
| Kategoria „produkt przyszłości wspólny jednostki naukowej i przedsiębiorcy”                                                                           | |                                                    |
| Hydrożel Chitozanu (INCI: Aqua, Chitosan, Carbon dioxide) – polska przełomowa technologia w projektowaniu produktów dla rynku produktów kosmetycznych | Chione Sp. z o.o. (wcześniej KAEM Maria Krystyna Krupska – Maria Koschalka), Politechnika Gdańska | Nagroda                                            |
| Wielofunkcyjny system do terapii i rehabilitacji wykorzystujący zaawansowane technologie ICT                                                          | Instytut Tele- i Radiotechniczny, Med&Life Sp. z o.o. | Wyróżnienie                                        |
| AudioMovie – Kino dla wszystkich | Instytut Technik Innowacyjnych EMAG, Fundacja Siódmy Zmysł, Uniwersytet Jagielloński, Kino Pod Baranami, Fundację na rzecz Rozwoju Audiodeskrypcji „Katarynka” i Centrum Transferu Technologii EMAG Sp. z o.o. | Wyróżnienie                                        |
| Kategoria „produkt przyszłości przedsiębiorcy” | |                                                    |
| Kompozyt kościozastępczy FlexiOss | Medical Inventi S.A. | Nagroda                                            |
| Bin-e | Infocode Sp. z o.o. | Wyróżnienie                                        |
| Genomtec ID | Genomtec S.A. | Wyróżnienie                                        |
| POLYCOR | NanoPure Sp. z o.o. | Wyróżnienie                                        |
| Najbezpieczniejszy na świecie system oświetlenia lotnisk                                                                                              | Solutions4GA Sp. z o.o. | Wyróżnienie                                        |

### XXII edycja Konkursu – 2019 rok
| Tytuł projektu                                                                                               | Zgłaszający                                                                                              | Nagroda/Wyróżnienie                                                     |
| Kategoria „produkt przyszłości instytucji szkolnictwa wyższego i nauki”                                      | Kategoria „produkt przyszłości instytucji szkolnictwa wyższego i nauki”                                  | Kategoria „produkt przyszłości instytucji szkolnictwa wyższego i nauki” |
| --- | --- | ----------------------------------------------------------------------- |
| Otoimplant – proteza ucha środkowego o działaniu bakteriobójczym                                             | Akademia Górniczo-Hutnicza im Stanisława Staszica w Krakowie, Wydział Inżynierii Materiałowej i Ceramiki | Nagroda                                                                 |
| Unikatowa w skali światowej odmiana konopi przemysłowych HENOLA komercjalizowana w ramach Programu Konopnego | Instytut Włókien Naturalnych i Roślin Zielarskich                                                        | Wyróżnienie                                                             |
| Kategoria „wspólny produkt przyszłości instytucji szkolnictwa wyższego i nauki oraz przedsiębiorcy”          | |                                                                         |
| ILAGRO – innowacyjny produkt stymulujący odporności roślin                                                   | Fundacja Uniwersytetu im. Adama Mickiewicza w Poznaniu, Innosil Sp. z o.o.                               | Wyróżnienie                                                             |
| Kategoria „produkt przyszłości przedsiębiorcy”                                                               | |                                                                         |
| StethoMe | StethoMe Sp.z o.o.                                                                                       | Nagroda                                                                 |
| Fotowoltaiczna szyba z powłoką na bazie kropek kwantowych (Quantum)                                          | ML SYSTEM S.A.                                                                                           | Wyróżnienie                                                             |
| Zielona sadza pozyskiwana ze zużytych opon                                                                   | SYNTOIL SA                                                                                               | Wyróżnienie                                                             |
| Akumulator Energii Chłodu (w skrócie ACH) nazwa handlowa ICE-ON                                              | MAR-BUD Sp. z o.o. Budownictwo Spółka komandytowa                                                        | Wyróżnienie                                                             |
| Zaawansowany system obrazowania krtani Advanced Larynx Imager (ALI Cam-HS1 + ALI Lum-MF1)                    | DiagNova Technologies Sp. z o.o.                                                                         | Wyróżnienie                                                             |

### XXIII edycja Konkursu – 2020 rok
| Tytuł projektu | Zgłaszający                                                                            | Nagroda/Wyróżnienie |
| Kategoria „produkt przyszłości instytucji szkolnictwa wyższego i nauki” | Kategoria „produkt przyszłości instytucji szkolnictwa wyższego i nauki”                | Kategoria „produkt przyszłości instytucji szkolnictwa wyższego i nauki”                                                               |
| --- | -------------------------------------------------------------------------------------- | --- |
| Innowacyjne urządzenie AngioExpert do nieinwazyjnej oceny krążenia naczyniowego metodą FMSF                                                                                             | Angionica Sp. z o.o.                                                                   | Nagroda |
| CardioCube | CardioCube Sp. z o.o.                                                                  | Wyróżnienie |
| Bioseco BPS, innowacyjny system do ochrony ptaków na farmach wiatrowych i utrzymania ciągłości produkcji zielonej energii                                                               | Bioseco Sp. z o.o.                                                                     | Wyróżnienie |
| Pan-cancer profiler | MNM Diagnostics Sp. z o.o.                                                             | Wyróżnienie |
| Procesory HPP nowej generacji przeznaczone do wysokociśnieniowego utrwalania żywności                                                                                                   | EXDIN Solutions Sp. z o.o.                                                             | Wyróżnienie |
| Kategoria „wspólny produkt przyszłości instytucji szkolnictwa wyższego i nauki oraz przedsiębiorcy”                                                                                     |                                                                                        | |
| FRANKD szybki test diagnostyczny w kierunku wirusa SARS-CoV-2 | GeneMe Sp. z o.o. i Instytut Biotechnologii i Medycyny Molekularnej                    | Nagroda |
| Opracowanie autorskiej metody regeneracji katalizatorów DeNOx stosowanych w instalacjach energetycznych                                                                                 | Uniwersytet Śląski w Katowicach i Ad Moto Rafał Zawisz                                 | Wyróżnienie |
| Innowacyjne narzędzie geotechniczne do wykonywania ścian gruntobetonowych | Soley Sp. z o.o. i Instytut Badawczy Dróg i Mostów                                     | Wyróżnienie |
| HUGO – innowacyjna technologia przedsiewnego naświetlania nasion oraz powschodowego naświetlania roślin                                                                                 | Uniwersytet Rolniczy im. Hugona Kołłątaja w Krakowie i Hugo Green Solutions Sp. z o.o. | Wyróżnienie |
| Kategoria „produkt przyszłości przedsiębiorcy” |                                                                                        | |
| VENTIL – innowacyjne urządzenie do niezależnej wentylacji płuc | Instytut Biocybernetyki i Inżynierii Biomedycznej im. Macieja Nałęcza PAN              | Nagroda |
| Platformy do powierzchniowo wzmocnionej spektroskopii Ramana z zastosowaniem do str. celów diagnostycznych i biomedycznych                                                              | Instytut Chemii Fizycznej Polskiej Akademii Nauk                                       | Wyróżnienie – Nagroda Specjalna Ministra Edukacji i Nauki                                                                             |
| Kapsuła Badań Zmysłów – zintegrowany system narzędzi do diagnostyki i telerehabilitacji str. schorzeń narządów zmysłów (słuchu, wzroku, równowagi, powonienia, smaku) oraz narządu mowy | Instytut Fizjologii i Patologii Słuchu                                                 | Wyróżnienie |
| Biodegradowalne materiały opakowaniowe poliestrowe i polisacharydowe zawierające funkcyjne substancje pochodzenia roślinnego                                                            | Politechnika Łódzka                                                                    | Wyróżnienie |
| Kategoria „Nagrody Specjalne” |                                                                                        | |
| InnerWeb – aplikacja mobilna stworzona dla przemysłu oparta na geolokalizacji i e-pozwoleniach na pracę                                                                                 | InnerWeb Sp. z o.o.                                                                    | Nagroda Specjalna za produkt z branży technologii informacyjnych i komunikacyjnych (ICT)                                              |
| Instalacja do recyklingu opakowań wielomateriałowych i odzysku aluminium – str. MALUCH2 EU (Microwave Aluminium Carbon Hydrogen2 Extraction Unit)                                       | Usagi Sp. z o.o.                                                                       | Nagroda Specjalna za produkt zgłoszony przez młodego przedsiębiorcę (na rynku nie dłużej niż 3 lata od dnia rozpoczęcia działalności) |
| SOLHOTAIR wysokowydajne, grzewcze powietrzne kolektory słoneczne | SOLHOTAIR Sp. z o.o.                                                                   | Nagroda Specjalna za produkt w obszarze ekoinnowacji – Nagroda Specjalna Ministra Rozwoju, Pracy i Technologii                        |
| Bioniczna Proteza Ręki Zeus | Aether Biomedical Sp. z o.o.                                                           | Nagroda wspólna PARP i NCBR |

### XXIV edycja Konkursu – 2021 rok
| Tytuł projektu | Zgłaszający                                                                                          | Nagroda/Wyróżnienie |
| Kategoria „produkt przyszłości instytucji szkolnictwa wyższego i nauki” | Kategoria „produkt przyszłości instytucji szkolnictwa wyższego i nauki”                              | Kategoria „produkt przyszłości instytucji szkolnictwa wyższego i nauki”                                                                        |
| --- | --- | --- |
| AutoMedPrint - system automatycznego projektowania i druku 3D spersonalizowanych ortez i protez kończyn na podstawie danych z bezkontaktowych pomiarów antropometrycznych                                                                                              | Politechnika Poznańska                                                                               | Nagroda |
| Technologia wyznaczania precyzyjnych orbit satelitów nawigacyjnych, w szczególności systemu europejskiego Galileo | Uniwersytet Przyrodniczy we Wrocławiu                                                                | Wyróżnienie |
| INZNAK - Inteligentne autonomiczne znaki drogowe do adaptacyjnego sterowania ruchem pojazdów | Politechnika Gdańska                                                                                 | Wyróżnienie |
| Powłoka antyoblodzeniowa D-ICE coat | Sieć Badawcza Łukasiewicz - PORT Polski Ośrodek Rozwoju Technologii                                  | Wyróżnienie |
| Zrobotyzowany System Tynkarski | Centrum Badań i Rozwoju Technologii dla Przemysłu S.A.                                               | Wyróżnienie |
| Kategoria „wspólny produkt przyszłości instytucji szkolnictwa wyższego i nauki oraz przedsiębiorcy” | | |
| - | - | Nagroda nie została przyznana |
| Innowacyjna technologia bioaktywnych cząstek nanokompozytowych | ADJ Nanotechnology Sp. z o.o. i Politechnika Warszawska                                              | Wyróżnienie |
| SkinSENS - nowa technologia w walce z alergiami | Milton Essex SA i Wojskowa Akademia Techniczna                                                       | Wyróżnienie |
| Ultraszybkie wyłączniki hybrydowe DCU-HM do zabezpieczania pociągów zespolonych, elektrycznych zespołów trakcyjnych i elektrowozów eksploatowanych w systemach DC1 (3 KV) oraz DC2 (1,5 KV) trakcji kolejowej zasilanej prądem stałym                                  | Politechnika Łódzka Katedra Aparatów Elektrycznych i Zakład Aparatury Elektrycznej WOLTAN sp. z.o.o. | Wyróżnienie |
| Kategoria „produkt przyszłości przedsiębiorcy” | | |
| Nanotechnologia przyszłości. Przełomowe i innowacyjne rozwiązanie do oczyszczania i odsalania wody – nanomembrany NanoseenX | Nanoseen Sp. z o.o                                                                                   | Nagroda |
| Bezpieczne nanomateriały tlenowo-cynkowe | NANOXO Sp. z o.o.                                                                                    | Wyróżnienie |
| System identyfikacji biometrycznej z zastosowaniem do płatności okiem. PayEye to pierwszy na świecie komercyjny, kompletny system płatniczy, opierający się na akceptacji płatności poprzez identyfikację użytkownika z wykorzystaniem biometrii tęczówki oka i twarzy | PayEye Sp. z o.o.                                                                                    | Wyróżnienie |
| Tusz do druku wyświetlaczy i oświetlenia OLED zawierający autorskie emitery termicznie aktywowanej opóźnionej fluorescencji (TADF) | Noctiluca S.A.                                                                                       | Wyróżnienie |
| Unikalny zespół samojezdnych maszyn wiercącej i kotwiącej z napędem bateryjnym (BEV) przeznaczonych do eksploatacji i zabezpieczania wyrobisk w kopalniach surowców mineralnych oraz drążenia tuneli komunikacyjnych                                                   | Mine Master Sp. z o.o. w Wilkowie                                                                    | Wyróżnienie |
| Kategoria „Nagrody Specjalne” | | |
| inPROBE - światłowodowa mikrosonda do diagnostyki markerów nowotworowych HER2 | SDS Optic S.A.                                                                                       | Nagroda specjalna za produkt zgłoszony przez młodego przedsiębiorcę (na rynku nie dłużej niż 3 lata od dnia rozpoczęcia działalności)          |
| Inteligentna Platforma Optymalizacji Energii (IPOE) | APA Sp. z o.o.                                                                                       | Nagroda specjalna za produkt z branży technologii informacyjnych i komunikacyjnych (ICT) oraz Nagroda specjalna Ministra Rozwoju i Technologii |
| Nanotechnologia przyszłości. Przełomowe i innowacyjne rozwiązanie do oczyszczania i odsalania wody – nanomembrany NanoseenX | Nanoseen Sp. z o.o                                                                                   | Nagroda specjalna za produkt w obszarze ekoinnowacji                                                                                           |
| CarnaLife Holo | MedApp S.A.                                                                                          | Nagroda wspólna PARP i NCBR |